# تیپ ۸۲۸ بیسلماخ
تیپ بیسلماخ (انگلیسی: Bislamach Brigade) یا تیپ ۸۲۸ بیسلماخ تیپ آموزشی نیروهای دفاعی اسرائیل و تحت امر سپاه پیاده است که مسئول آموزش تمام فرماندهان جوخه‌ها و گروهبانان پیاده‌نظام است.
این یگان در سال ۱۹۷۴ تحت فرماندهی یاکوف حسدای تأسیس شد، که شامل سه گردان عملیاتی (گردان‌های ۱۷، ۹۶ و ۴۵۰) است که معمولاً برای آموزش استفاده می‌شوند. در طول جنگ‌ها یا شرایط اضطراری، مانند جنگ یوم کیپور، این گردان‌ها به عنوان نیروهای رزمی عملیاتی خدمت می‌کنند. از سال ۲۰۰۶ این گردان‌ها تیپ ۸۲۸ (که قبلاً تیپ ۷۷۲ نام داشت) را تشکیل می‌دهند که به عنوان تیپ بیسلاماخ شناخته می‌شود.
این تیپ سه پایگاه دارد که همگی در صحرای نگب واقع شده‌اند. در زمان جنگ، مدرسه تیپ پیاده‌نظام «بیسلاماخ» را تشکیل می‌دهد.
پیش از اجرای عملیات رنگین‌کمان، در طول انتفاضه الاقصی، سربازان این تیپ در جستجوی اجساد سربازان واحد یاهالوم در مسیر فیلادلفیا شرکت کردند که در فاجعه نفربر زرهی در ۱۱–۱۲ مه ۲۰۰۴ کشته شده بودند. آنها همچنین در طرح تخلیه غزه شرکت کردند و پس از آن اولین یگانی بودند که مرز با نوار غزه را در دست گرفتند.
گردان ۱۷ تیپ بیسلماخ در نبرد زیکیم شرکت داشت و در ویدئویی که در ۱۰ اکتبر ۲۰۲۳ در رسانه‌های اجتماعی منتشر شد، ادعا کرد که چهار شبه‌نظامی را در ساحل زیکیم کشته است.
این واحد بعداً در اواخر دسامبر ۲۰۲۳ در اردوگاه بوریج عملیاتی انجام داد. در آغاز ماه مارس، این واحد جایگزین تیپ ۸۹ عوز در خان یونس شد. در ماه مه همان سال، این واحد در شمال غزه عملیاتی انجام داد.
در ۱۶ اکتبر ۲۰۲۴، گردان ۱۷ تیپ بیسلماخ به‌طور غیرمنتظره‌ای با یحیی سنوار در رفح روبرو شد و او را در یک تیراندازی کشت، سپس هویت او پس از تیراندازی از طریق تطبیق دی‌ان‌ای و سوابق دندانپزشکی مشخص شد.